# ジェフ・スミス (イギリスの政治家)
ジェフ・スミス（Jeff Smith、1963年1月26日 - ）は、イギリスの労働党の政治家、マンチェスター出身。
マンチェスター・グラマー・スクールに学び、1997年からオールド・モート区を代表してマンチェスター市議会議員を務め、2015年イギリス総選挙でマンチェスター・ウィジントン選挙区から選出されて庶民院議員となった。
マンチェスター市議会において財政担当役員を務め、パーズ・ウッド高等学校の理事も務めた。
2013年6月に、マンチェスター・ウィジントン選挙区の労働党候補に選ばれた。これは、ユナイト労働組合の推す対抗馬を破ってのことであった。
2015年5月の総選挙で、スミスは、2005年総選挙以来この選挙区の議席を維持していた自由民主党のジョン・リーチを破って当選した。